# Takasaki Tatsunosuke
Takasaki Tatsunosuke (jap. 高碕 達之助; * 7. Februar 1885 im Dorf Hashiramoto (heute Teil von Takatsuki), Präfektur Osaka; † 24. Februar 1964 in Tokio) war ein japanischer Geschäftsmann, der sich nach dem Zweiten Weltkrieg der Politik zuwandte.

## Lebensweg
Takasaki Tatsunosuke war das dritte Kind, der zweite Sohn, des Bauern Takasaki Matsunosuke. Seinen höheren Bildungsabschluss erreichte er 1906 an der Tokyo Fishery Institute (heute die Ozeanographische Hochschule Tokio, 東京海洋大). Im selben Jahr trat er eine Stellung bei Tōyō Suisan (engl.: Tōyō Marine Products) in Tsu an. 1911-6 war er für die amerikanische International Fishery Co. tätig. Neben der eigenen Weiterbildung versuchte er bei Bahía Magdalena eine, letztendlich nicht profitable, Konservenfabrik einzurichten. Nach seiner Rückkehr und einem kurzen Zwischenspiel im Handel von Lachs für Konserven vor Kamtschatka, leitete er eine Ananas-Plantage auf Taiwan. Er heiratete Ito 1916. Im Jahre 1917 gründete er in seiner Heimatstadt die Tōyō Seikan K.K. (東洋製罐株式会社, engl.: Tōyō Can Manufacturing Co.), zur Herstellung von Blechen für Konservendosen, die er 1933 umorganisierte und die heute, mit Sitz im Shinagawa-ku Tokios, das größte Container-Unternehmen Japans ist. Um eine stete Lieferung von Eisen sicherstellen zu können, trat er erstmals mit Herstellern in Manchukuo in Kontakt.
1934 wurde er Direktor bei der Oriental Steel Sheet Co. Er bereiste Frankreich, Deutschland und die UdSSR. 1940 stand er an der Spitze einer Handelsdelegation, die Italien besuchte. Er wurde 1942 Nachfolger von Aikawa Yoshisuke als Generaldirektor von Manshū Jūkōgyō Kaihatsu. Außerdem war er Vorstand des „Gesamtmandschurischen Verbandes der Japaner“ (全満日本人會). Zunächst im sowjetisch befreiten Gebiet, war Takasaki unter den rund einer Million Japanern die über Huludao (jap.: 葫蘆島) repatriiert wurden. Ab 1947 war er wieder bei Tōyō Seikan tätig, deren Vorstand er bis 1957 blieb.
Nach einer Schamfrist bis zum Ende der Besatzungszeit in Japan wurde er am 19. September 1952 Gründungspräsident des halbstaatlichen Stromversorgers Dengen Kaihatsu K.K. (電源開発株式会社, der heutigen J Power). Ab 1954 arbeitete er als Berater für das MITI, in dessen Auftrag er Ende des Jahres eine Reise durch 13 lateinamerikanische Staaten antrat. In den Kabinetten von Hatoyama Ichirō (1955-6) war er, als Chef des Bureau of Economic Counsel, das zum 20 Juli 1955 aufgelöst wurde, Staatsminister ohne Portfolio. Er stand – als Kompromisskandidat anstelle des politisch vorbelasteten Außenminister Shigemitsu Mamoru – 1955 der japanischen Delegation bei der Bandung-Konferenz vor. Danach war Takasaki Chefdelegierter zur Unterzeichnung des japanisch-philippinischen Handelsabkommens im Mai 1956 in Manila.
Während er ab Mai 1958 für den damaligen Wahlkreis 3 von Osaka seine zweite Legislaturperiode für die LDP im Unterhaus saß, wurde er im dritten Kabinett des Kishi Nobusuke vom Juni 1958 ziemlich genau ein Jahr lang „Minister of International Trade and Industry“ (MITI). Zugleich war er Chef der „Nationalen Behörde für Wissenschaft und Technik“ (科学技術庁). Als Minister nahm er im April an verschiedenen Konferenzen in USA teil. Im Monat vor seiner Ernennung hatte er die Verhandlungen über eine Fischereiabkommen in der Sowjetunion geführt, das letztendlich am 18. April 1960 zustande kam. Ebenso leitend war er bei den Verhandlungen, die 1962 zum Abschluss des chinesisch-japanischen Abkommens, dem sogenannten Liao-Takasaki-Memorandum, führten. Nach Ausscheiden aus dem Regierungsamt stand er dem japanischen Fischereiverband vor.

### Ehrungen
- Ehrenbürger der Stadt Takatsuki, in die sein Geburtsort 1943 eingemeindet worden war, am 23. Februar 1964.
- Orden der Aufgehenden Sonne, 3. Klasse